# Стефан Петерансель
Стефа́н Пет(е)рансе́ль (фр. Stéphane Peterhansel; народився 6 серпня 1965 року, Ешено-ла-Мелін) — французький мото- і автогонщик ралі-рейдів. Йому належить рекорд за кількістю перемог в Ралі Дакар (10), перші 6 з яких він здобув на мотоциклі Yamaha, а інші на позашляховиках Mitsubishi і Mini. Петерансель став лише другим (після Юбер Оріоль), хто вигравав найпрестижніший ралі-марафон в різних заліках.